# Gare d'Isbergues
Ne doit pas être confondue avec la gare de Bergues.
La gare d'Isbergues, anciennement appelée Berguette-Isbergues, est une gare ferroviaire française des lignes d'Arras à Dunkerque-Locale et d'Armentières à Arques, située sur le territoire de la commune d'Isbergues, dans le département du Pas-de-Calais, en région Hauts-de-France.
C'est une gare de la Société nationale des chemins de fer français (SNCF), desservie par des trains TER Hauts-de-France ; elle est également ouverte au service du fret.

## Situation ferroviaire
Établie à 22 mètres d'altitude, la gare d'Isbergues est située au point kilométrique (PK) 248,852 de la ligne d'Arras à Dunkerque-Locale, entre les gares ouvertes de Ham-en-Artois et de Thiennes. Gare de bifurcation, elle se trouve également au PK 54,269 de la ligne d'Armentières à Arques (partiellement déclassée).

## Histoire

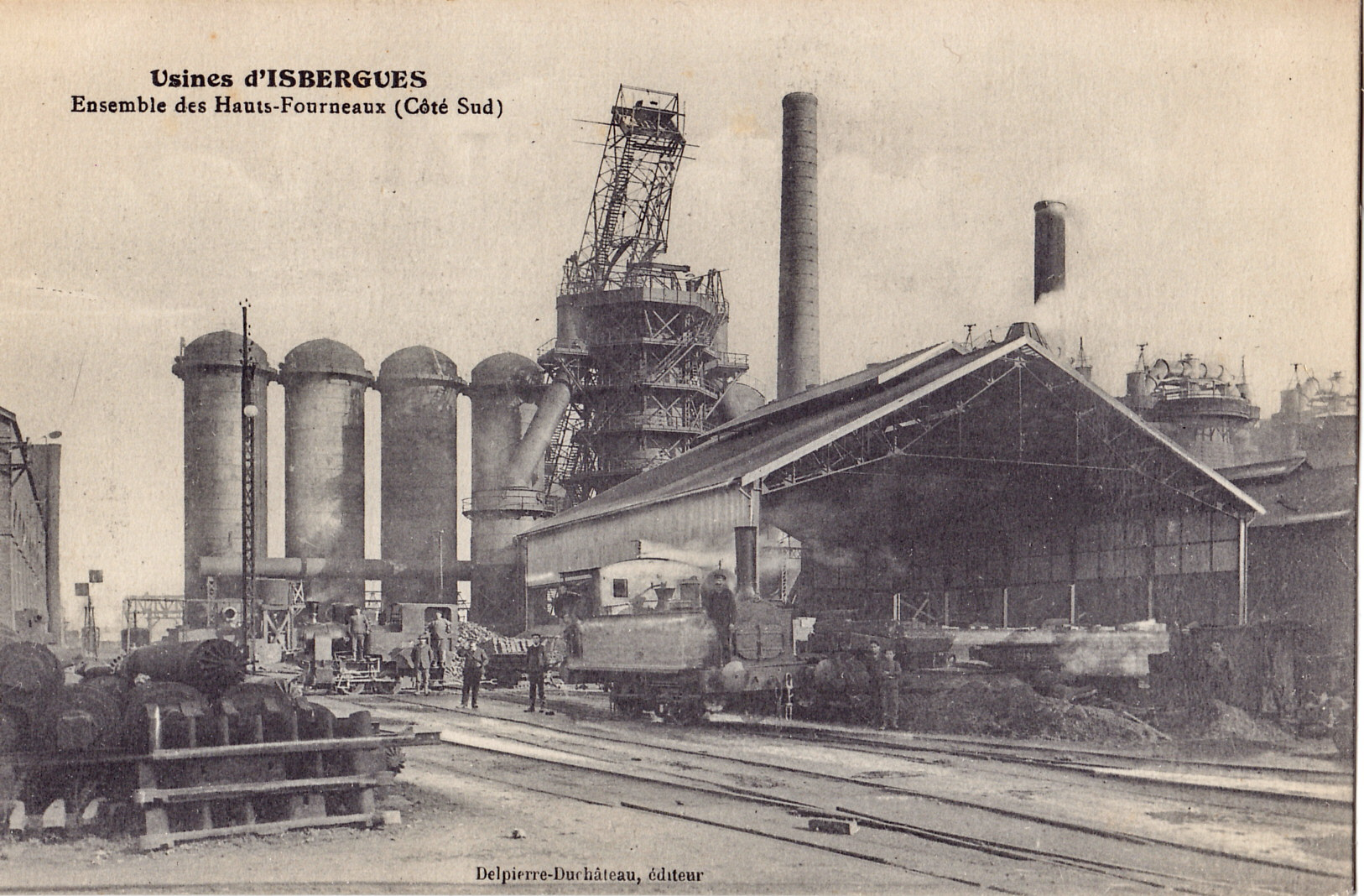
La gare desservait, au début du XX, les usines métallurgiques d'Isbergues.

En 1880, des travaux d'agrandissement sont effectués pour le raccordement de l'« embranchement de Berguette à Saint-Omer ».
En 2011, la SNCF a installé des panneaux d'affichage pour permettre l'information des voyageurs.

## Service des voyageurs

### Accueil
Gare de la SNCF, elle dispose d'un bâtiment voyageurs (avec guichet), ouvert du lundi au samedi et fermé les dimanches et jours fériés. Elle est équipée d'automates pour l'achat de titres de transport.

### Desserte
Isbergues est desservie par des trains TER Hauts-de-France, qui effectuent des relations entre les gares d'Arras et d'Hazebrouck, ou de Dunkerque, ou de Calais-Ville.

### Intermodalité
Un parc à vélos et un parking sont aménagés à ses abords.
La gare est desservie par la ligne 511 du réseau Mouvéo. Elle est également desservie par la ligne 74, ainsi que le service de transport à la demande Allobus F, du réseau Tadao.

## Service des marchandises
Cette gare est ouverte au service du fret (desserte d'installations terminales embranchées et wagons isolés).